# Natività della Vergine (Beccafumi)
La Natività della Vergine è un dipinto a olio su tavola (233x145 cm) di Domenico Beccafumi, databile al 1540-1543 circa e conservato nella Pinacoteca nazionale di Siena.

## Storia
La pala proviene dalla chiesa dei Santi Pietro e Paolo ed è datata su base stilistica, per affinità con le tavole per il Duomo di Pisa e con alcune scene del pavimento del Duomo di Siena.
Forse dotata anticamente di predella, Sammniatelli ne individuò gli scomparti in una collezione privata del Somerset.

## Descrizione e stile
In una nobile stanza di un palazzo cinquecentesco, dal ricco soffitto a cassettoni, sant'Anna, distesa nel letto tipicamente circondato da cassepanche e sormontato da baldacchino, ha appena dato alla luce Maria, la quale sta per essere lavata dalla fantesca in primo piano. A differenza dell'impostazione tradizionale del letto col lato lungo parallelo al piano del dipinto, Beccafumi cercò qualcosa di più originale e virtuosistico usando uno scorcio dai piedi della puerpera, che gli permise di avere più spazio a disposizione nel resto della tavola. Altre donne si affaccendano infatti nella stanza e rendono omaggio alla nuova madre, mentre Gioacchino attende in una stanza che si intravede dietro, attraverso una porta. Qui si trova il camino, a giudicare dalla luce e dall'inserviente che sta asciugando un lunzuolo con cui si avvolgerà la bambina, un antesignano degli odierni pannolini. Un cagnolino sta attraversando la porta, mentre a sinistra, nell'ombra, si vede un fanciullo che abbraccia qualcosa: è forse un inusuale san Giovanni Battista? 
La scena spicca per il notevole scorcio della stanza, che si sviluppa particolarmente in profondità, e per la complessa orchestrazione luminosa, con fasci di luce radente che tagliano le figure la varie direzioni. Sono questi dettagli che, assieme alla particolarissima colorazione fatta di fluidi toni pastello, rendono unica la pala, nonostante alcune citazioni qua e là riferibili ad altre opere coeve.

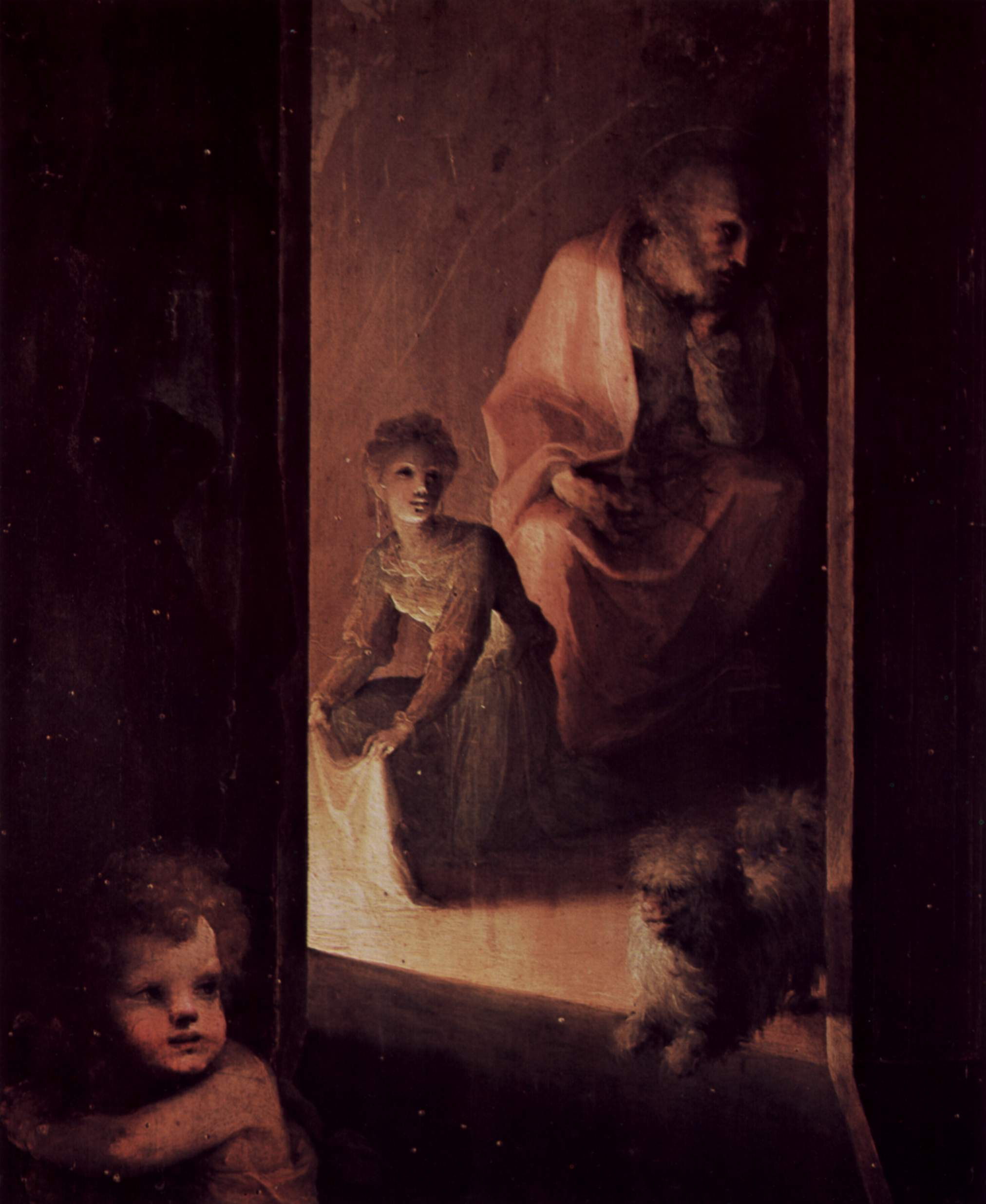
Dettaglio
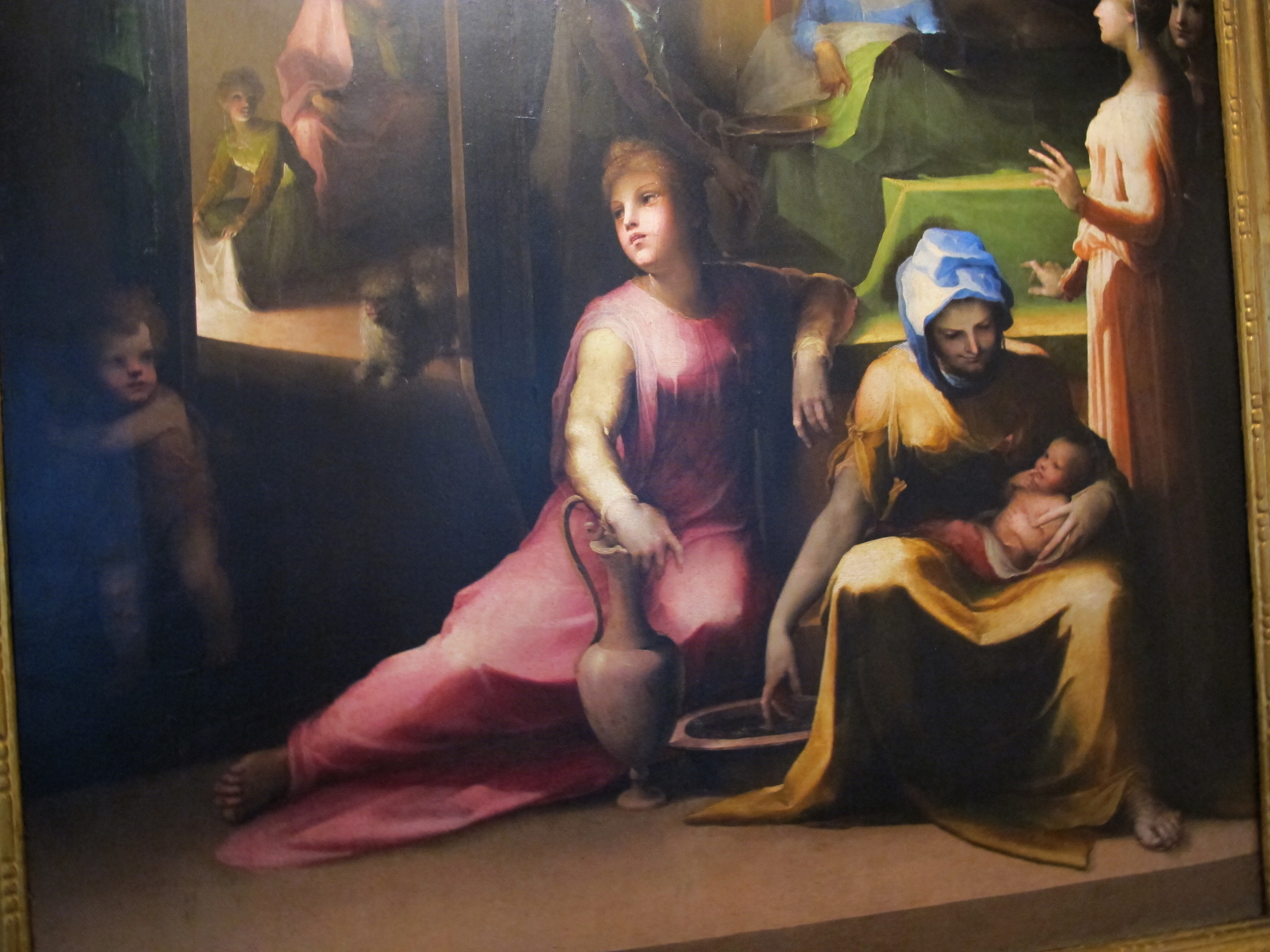
Dettaglio